# Jogállam (folyóirat)
A Jogállam című liberális irányzatú jogi szakfolyóiratot Gyomai Zsigmond alapította 1902-ben többekkel. A havi jogi folyóirat 1902 és 1938 között Budapesten jelent meg.
A folyóirat indulásakor a főszerkesztői tisztet Edvi Illés Károly töltötte be, míg a lap szerkesztői Baumgarten Nándor és Gyomai Zsigmond voltak. Edvi Illés Károly 1919-ben meghalt; ezután a főszerkesztő – egészen 1923-ig – Gyomai Zsigmond lett. Hozzá csatlakozott új szerkesztőtársként 1923-tól Gaár Vilmos kúriai bíró. Gyomai 1923. évi halálát követően 1924-től Szalai Emil ügyvéd lett Gaár szerkesztőtársa. Ekkor a szerkesztőség tagjai között volt Baumgarten Nándor, Beck Hugó, Vargha Ferenc és Wlassics Gyula.